# Air Fiction
Air Fiction (1979) es un LP de edición limitada de la banda estadounidense de jazz rock y avant-prog The Muffins. Consiste en grabaciones caseras e improvisaciones en vivo.
Más que un álbum es un "bootleg oficial" para fanes, quienes criticaron la baja calidad de sonido.

## Lista de canciones
1. «Exotic Wood»
2. «Optics»
3. «The Lagoon»
4. «Raw Blood Jam»
5. «Finally»
6. «Late For Work»
7. «Going Masked»
8. «Double Disc»
9. «No Postcards»
10. «Hobart Got Burned»

## Personal
- Dave Newhouse – teclados, vientos, percusión
- Tom Scott – vientos, percusión
- Billy Swann – guitarra, bajo, vientos, percusión
- Paul Sears – guitarra, vientos, batería, percusión